# 池杉
池杉（学名：Taxodium ascendens）是柏科落羽杉属植物，亦称池柏、沼落羽松、线叶池杉。

## 形态

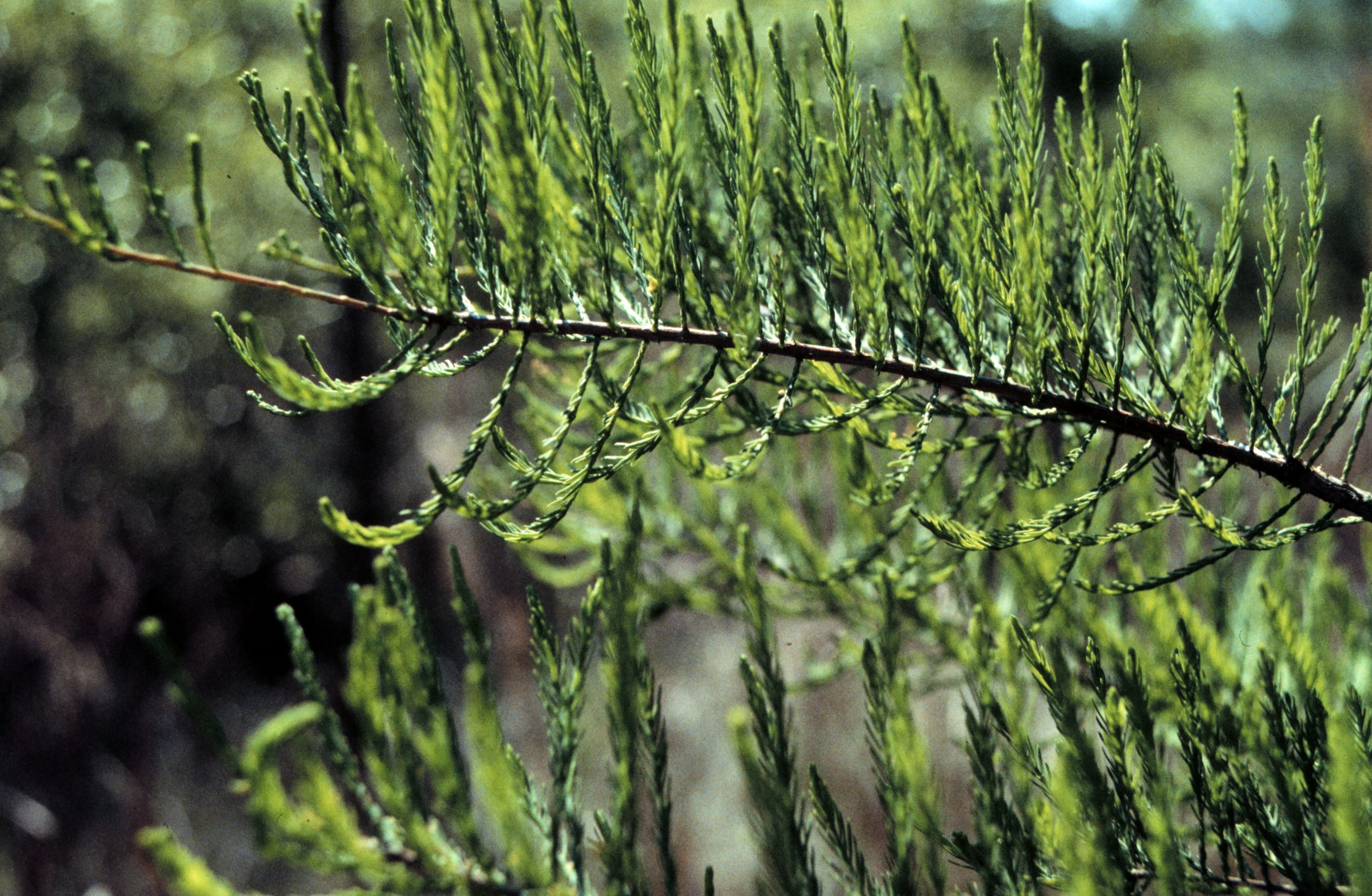
池杉的葉子

落叶乔木，高可达25米，树干通直，小枝直立。叶子钻形，长0.5－1厘米，紧贴小枝，向内弯曲，呈螺旋状排列；圆球形或近似卵形的球果，直径2.5厘米左右；盾形种鳞，顶端近似方形；种子为不等三角形，有厚的角棱。

## 分布
喜潮湿，能在沼泽地生长；原产美國弗吉尼亞州東南部、路易斯安那州東南部及佛羅里達州。中国长江流域有引种栽培，已成为平原水网地区主要造林绿化树种之一。

## 栽培變種
- Taxodium ascendens Brongn. cv. Nutans
- Taxodium ascendens Brongn. cv. Yuyechisha